# Kiran Krueng
Kiran Krueng is een bestuurslaag in het regentschap Pidie Jaya van de provincie Atjeh, Indonesië. Kiran Krueng telt 425 inwoners (volkstelling 2010).